# First Baseman

Der First Baseman, abgekürzt 1B (dt.: erster Basemann) ist eine Feldposition im Baseball. Sie wird von jenem Spieler eingenommen, der auf der First Base steht. In der offiziellen Baseballnotation ist der First Baseman die „Nummer 3“.
Der First Baseman hat die Aufgabe, die erste Base abzudecken, und von Mitspielern zugeworfene Bälle zu fangen, ehe gegnerische Baserunner die erste Base erreichen. First Basemen stehen daher oft am Ende eines Double Play. Da First Basemen oft akrobatische Fangmanöver durchführen müssen, sind sie idealerweise hochgewachsen und gelenkig. Zudem trägt er einen besonders großen Baseballhandschuh, der keine individuellen Finger besitzt, sondern eher wie eine große Kelle geformt ist. Ein First Baseman muss zwei wichtige Manöver beherrschen:
- Short hop: einen geschlagenen Baseball kurz nach dem Aufprall auf dem Boden in der aufsteigenden Bewegung („short hop“) als Halbvolley anzunehmen, anstelle auf die absteigende Bewegung („long hop“) zu warten. Dies ist wegen des unebenen Bodens schwierig, spart aber wertvolle Zeit.
- Tag play: nach einem geschlagenen Baseball zu hechten, und den gegnerischen Baserunner mit Ball in der Hand zu berühren („tag“), ehe er die Base erreicht.

Unter First Basemen gibt es viele Linkshänder, da sie in derselben Bewegung einen Ball aufnehmen und zur zweiten bzw. dritten Base (d. h. nach links) werfen können.